# Далекосхідна залізниця
Далекосхідна залізниця пролягає по території Хабаровського краю, Приморського краю, Якутії, Амурської області, Єврейської автономної області Росії. Управління залізниці знаходиться в Хабаровську. Залізниця межує з Забайкальською залізницею (по станціях Архара, Штурм) Східно-Сибірською залізницею (по станції Халі) із залізницями Китаю (Розсипна Падь). Наприкінці 1990-х до складу залізниці увійшла східна дільниця Байкало-Амурської магістралі (БАМ).
До складу залізниці входять відділення: Владивостоцьке, Хабаровське, Комсомольське, Тиндинське. Експлуатаційна довжина Далекосхідної залізниці на 1991 — 4 406 км. Основні вузлові станції залізниці: Хабаровськ-2, Вапняна, Біробіджан, Волочаєвка-2, Комсомольськ-на-Амурі, Советська Гавань, Сибірцево, Уссурійськ, Барановський, Углова, Новий Ургал, Тинда, а також найбільші припортові станції: Владивосток, Находка, Находка Восточна, Ваніно. 

## Історія
Попередником Далекосхідної залізниці є Уссурійська залізниця побудована в 1891-1897.
В 1936 році Уссурійська залізниця поділена на Амурську (місто Свободний) і Далекосхідну (місто Хабаровськ). 
В 1939 році зі складу Далекосхідної залізниці вийшла Приморська (місто Ворошилов-Уссурійський, нині Уссурійськ). 
В 1947 вступила у дію лінія Комсомольськ-на-Амурі — Советська Гавань, яка скоротила на 1000 км морські перевезення вантажів на Сахалін, Магадан і Камчатку. 
В 1953 до складу Далекосхідної залізниці знову увійшла Приморська залізниця. 
В 1957-1958 силами підприємств Хабаровського відділення була побудована Мала Далекосхідна залізниця (Дитяча залізниця) 
В 1963 Південно-Сахалінска залізниця увійшла до складу Далекосхідної. 
В 1992 зі складу Далекосхідної залізниці вивели Сахалінську залізницю
В 1997 БАМ реорганізували, розформували управління цієї залізниці, Північнобайкальське відділення перейшло до складу Східносибірської залізниці, а Тиндинське і Ургальське відділення до складу Далекосхідної (відповідно до Постанови уряду Російської Федерації, підписане 20 листопада 1996 р.).